# 柴田安子
柴田 安子（しばた やすこ、1907年9月26日 - 1946年7月27日）は、日本の画家。旧姓最上。最上広胖の娘。

## 略歴
1907年、秋田県大曲市で生まれる。但し、父広胖は1900年より貴族院議員になってすでに東京麹町に邸宅を構えていたので東京生まれの可能性が高い。母か禰。幼名義枝。父の帰省に伴い、度々秋田県角間川の尋常高等小学校に一時編入した。
1919年、安子に改名。
1921年、鎌倉女学校入学。
1923年、震災後東京にもどり、千代田高等女学校に編入、在学中から松岡映丘に師事。
1931年に由利本荘市出身の東洋史学者柴田宜勝と結婚。
1938年には新美術人協会を設立。しかしその同年、甲状腺の異常が見つかり手術を行った。
1946年には病状が悪化。その頃、絵画に対する理想が高かったために、自作のほとんどを焼却した。その翌年に東京都で病死、享年39。

## 作風

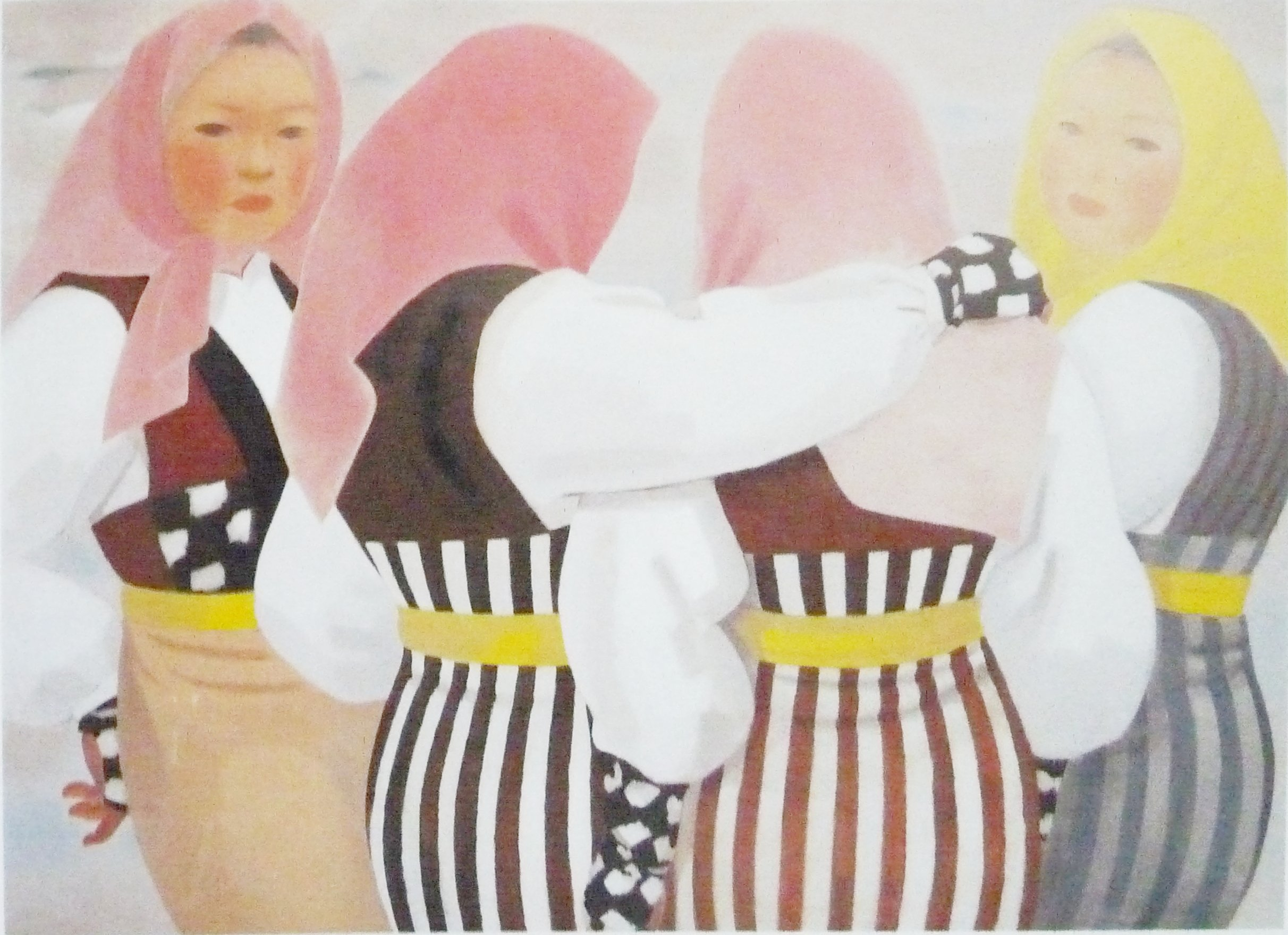
めらはど（1936年）

柴田は大和絵や日本画、近代洋画などさまざまなジャンルの絵画を学び、自らの作品に取り入れた。例えば女性達を描いた『めらはど』（1936年）は、当時としては斬新であった「計算された線と色彩による構築的な構図」によって描かれている。また小熊秀雄は、新日本画研究会展に出品された『馬市帰路』に対して「光りの落ちてきかたは興味がある。」「画の出来不出来を別にして、作者の思索生活が出てゐるのは観る者をうつ。」などと評している。

## 作品
- 牧婦
- 灑衣
- 馬市帰路 - 新日本画研究会展に出品。
- めらはど（1936年） - 秋田弁で「娘たち」という意味。青龍社展入選作[1]。